# Luke P. Blackburn

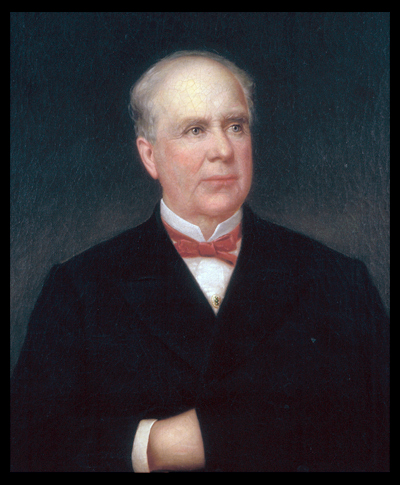
Luke Blackburn

Luke Pryor Blackburn (* 16. Juni 1816 im Woodford County, Kentucky; † 14. September 1887 in Frankfort, Kentucky) war ein US-amerikanischer Politiker und von 1879 bis 1883 Gouverneur des Bundesstaates Kentucky.

## Frühe Jahre und berufliche Laufbahn
Luke Blackburn erhielt seine Grundschulausbildung an den örtlichen Schulen seiner Heimat. Später studierte er an der Transylvania University Medizin. Nach seinem Abschluss im Jahr 1835 ließ er sich in Lexington als Arzt nieder. Als in der Gegend von Versailles in Kentucky eine Choleraepidemie ausbrach, setzte sich Blackburn selbstlos zur Bekämpfung der Seuche ein. Dadurch wurde er in der Gegend bekannt und berühmt.
Kurze Zeit später zog er nach Natchez (Mississippi) und arbeitete dort als Arzt. Als 1848 in New Orleans das Gelbfieber ausbrach und die Seuche sich nordwärts auszubreiten drohte, wurde Blackburn von der Stadtverwaltung in Natchez zum Gesundheitsbeauftragten ernannt. Seine Aufgabe war es, wirkungsvolle Maßnahmen gegen das Fieber zu ergreifen. Blackburns Lösung war die Verhängung einer Quarantäne über die betroffenen Gebiete. Diese Maßnahme sollte sich positiv auswirken und die Seuche schließlich eindämmen. Er sorgte sich auch für die Kranken und ließ auf eigene Kosten eine Krankenstation erbauen. In den folgenden Jahren blieb Blackburn als Leiter der Krankenhäuser von Natchez in der Stadt. Er unternahm Bildungsreisen in andere Landesteile der USA und nach Europa und sorgte dafür, dass sein Quarantänesystem auch auf Louisiana übertragen wurde. Tragischerweise wurde ausgerechnet seine Frau ein Opfer einer Seuche.

## Im Bürgerkrieg
Ab 1857 war er in New Orleans ansässig. Im Bürgerkrieg ergriff er Partei für den Süden und wurde für einige Geheimaufträge eingesetzt. Allem Anschein nach hatte er versucht, das Gelbfieber mit Hilfe von verseuchten Kleidern in den Nordstaaten zum Ausbruch kommen zu lassen. Das war einer der ersten Versuche in der Geschichte überhaupt, eine biologische Waffe einzusetzen. Der Plan scheiterte allerdings.

## Politische Laufbahn nach dem Bürgerkrieg

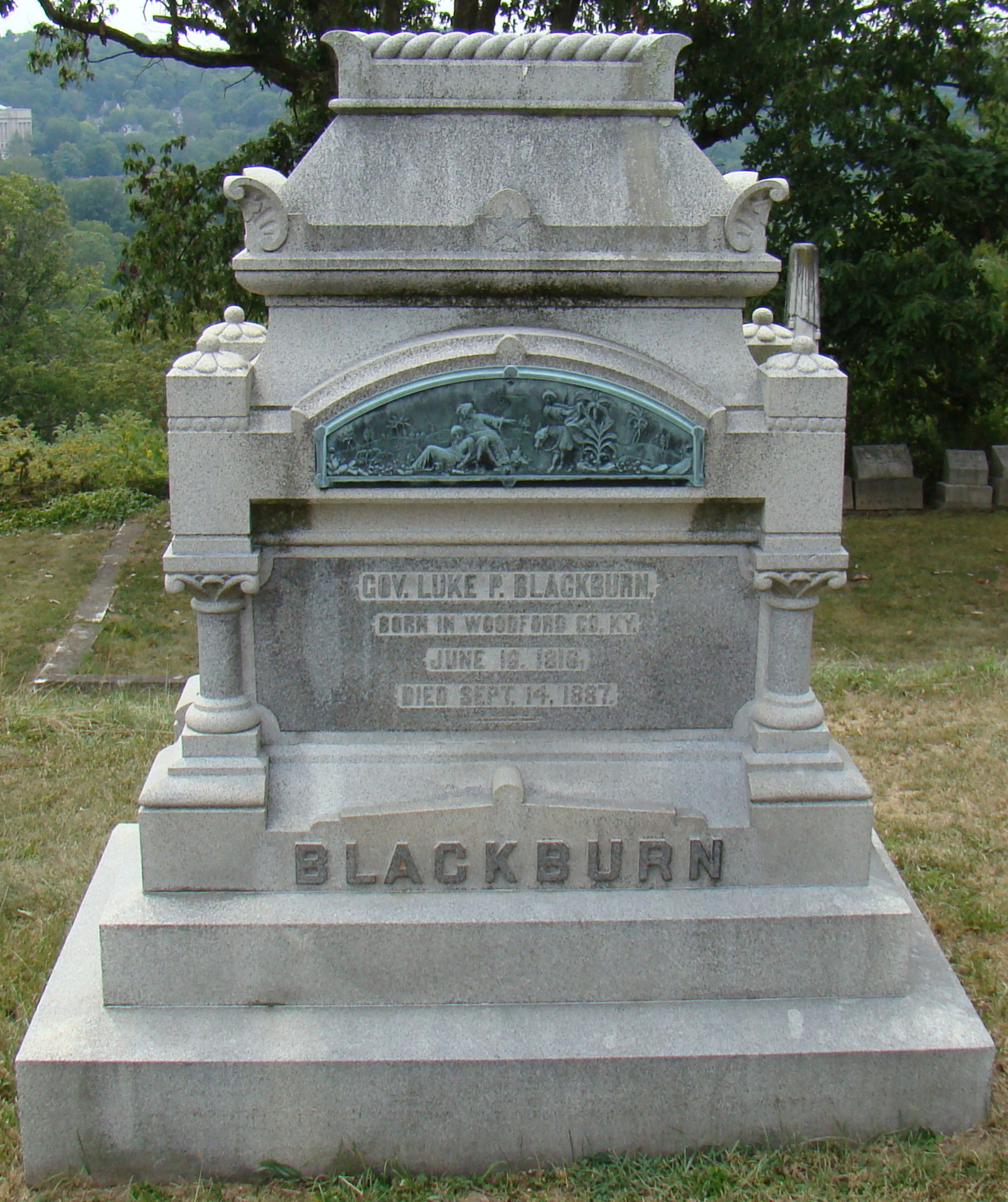
Grabmal von Luke Blackburn auf dem Friedhof von Frankfort

Nach dem Krieg bekämpfte er wieder das Gelbfieber in verschiedenen Städten des Südens. Im Jahr 1879 kehrte er in die Politik zurück, nachdem er bereits 1843 eine kurze Zeit im Repräsentantenhaus von Kentucky verbracht hatte. Die Demokratische Partei nominierte ihn in diesem Jahr für das Amt des Gouverneurs von Kentucky. Er gewann die Wahlen mit 55,4 % der Stimmen gegen Walter Evans (36,2 %) und C.W. Cook (8,4 %). Seine Amtszeit begann am 2. September 1879 und währte vier Jahre bis zum 5. September 1883. In dieser Zeit betrieb er unter anderem eine Gefängnisreform. In Eddyville entstand eine neue Strafanstalt. Außerdem erließ Blackburn viele Begnadigungen, um die Gefängnisse zu entlasten. Wohl aus dem gleichen Grund, aber auch aus finanziellen Gründen, wurde die Verleihung von Häftlingen als Zwangsarbeiter offiziell erlaubt.

## Lebensabend und Tod
Nach dem Ende seiner Amtszeit war Blackburn wieder als Arzt tätig. Er starb am 14. September 1887 in Frankfort. Geblieben ist sein vorbildlicher und selbstloser Einsatz in der Seuchenbekämpfung, allerdings überschattet von seinem Verhalten während des Bürgerkriegs, als er den Norden mit Viren infizieren wollte.
Sein jüngerer Bruder Joseph vertrat Kentucky in beiden Kammern des Kongresses.